# 1,5-二溴戊烷
1,5-二溴戊烷是一种有机化合物，化学式为C5H10Br2。它可由1,5-戊二醇和氢溴酸反应得到，或通过四氢吡喃与氢溴酸和硫酸的开环反应得到。
它和伯胺反应，得到N-取代哌啶。